# William Benjamin Fite
 William Benjamin Fite  (* 23. August 1869; † 1932) war ein US-amerikanischer Mathematiker und Hochschullehrer. 

## Leben und Forschung
Fite promovierte 1901 an der Cornell University bei George Abram Miller mit der Dissertation: On Metabelian Groups. 1911 wurde er Professor für Mathematik an der Columbia University in New York. Er betreute 1913 die Promotion von Lloyd Leroy Smail an der Columbia University. Von 1921 bis 1929 war er Schatzmeister der American Mathematical Society. Neben seinem Buch über  Metabelsche Gruppen schrieb er unter anderem weitere Bücher über College Algebra. Sein Buch „Old School Advanced Calculus“ ist ein ganzjähriger Kurs in Advanced Calculus, wie er an allen amerikanischen Universitäten bis in die 1970er Jahre angeboten wurde. Mit einem Vorwort von Karo Maestro wurde der lange vergriffene Text 2018 neu veröffentlicht, da das Buch als einer der ersten Standardtexte dieser Art wegweisend war. Der Hauptvorteil des ursprünglichen Kurses ist eine einheitliche Darstellung der Analysis, die praktisch alle Hauptthemen umfasst, die sowohl von Hauptfächern der Mathematik als auch der Physik benötigt und unter Verwendung einer einheitlichen Terminologie und Genauigkeit behandelt werden.

## Veröffentlichungen (Auswahl)
- Concerning the zeros of the solutions of certain differential equations, Trans. Amer. Math. Soc. 19 (1918), no. 4, 341–352
- College algebra, Boston, D.C. Heath & Co., 1913
- Second course in algebra, Boston, D.C. Heath & Co., 1914
- Old School Advanced Calculus, 2018, ISBN 978-1986453820
- First Course in Algebra, 2018, ISBN 978-0559370915